# جون بيل (مقدم برامج إذاعية)
جون بيل (بالإنجليزية: John Bell)‏ هو مقدم برامج إذاعية أمريكي، ولد في 14 ديسمبر 1934 في الولايات المتحدة.